# پریستینامیسین ای ای
پریستینامیسین ای ای (به انگلیسی: Pristinamycin IA) با فرمول شیمیایی C45H54N8O10 یک ترکیب شیمیایی با شناسه پاب‌کم 14974 است. که جرم مولی آن ۸۶۶٫۹۶ گرم بر مول می‌باشد. 